# Triuridaceae
Triuridaceae, porodica jednosupnica iz reda pandanolike. Postoji šezdesrtak vrsta i devet rodova, Ime je dobila poo rodu Triuris.
Američki botaničar Arthur Cronquist je početkom 1980-ih sugerirao da bi se Triuridaceae s vremenom mogle uspostaviti kao zasebna podklasa, ali analiza DNK krajem 20. stoljeća prepoznala je članove ove porodice kao blisko povezane s porodicama Pandanaceae i Cyclanthaceae, iako su osebujne na mnogo fizičkih načina.

## Opis
Porodica Triuridaceae razlikuje se od ostalih članova reda Pandanales po tome što su male, aklorofilne, saprofitne biljke sa smanjenim ljuskastim listovima i prilično malim cvjetovima. Članovi ove porodice nalaze se u tropskim područjima diljem svijeta i uključuju devewt rodova i oko šezdesetak vrsta.
Listovi Triuridaceae su mali i nalik ljuskama, trokutastog do jajolikog oblika. Na stabljici obično ima malo listova, koji su vjerojatno nevažni za biljku. Općenito imaju jednospolne cvjetove s 3 do 10 donekle bazalno sraslih dijelova perianta u jednom ili dva niza. Obično ima tri ili šest prašnika sraslih s periantom. 
Malo se zna o oprašivanju Triuridaceae, iako ga vjerojatno obavlja neki kukac budući da cvjetovi imaju atraktivnu strukturu i ispuštaju miris.
Triuridaceae su razvile simbiotski odnos s mikoriznim gljivama i žive na šumskom tlu tropskih kišnih šuma. Gljivični micelij (tijelo) prodire u dlačice korijena i druge epidermalne stanice biljke. Gljive apsorbiraju organsku tvar i hranjive tvari iz supstrata i enzimski ih pretvaraju u tvari koje vaskularna biljka može iskoristiti.

## Rodovi
1. Familia Triuridaceae Gardner (66 spp.)
  1. Tribus Kupeeae Cheek
    1. Kihansia Cheek (2 spp.)
    2. Kupea Cheek & S. A. Williams (2 spp.)

  2. Tribus Triurideae Miers
    1. Peltophyllum Gardner (2 spp.)
    2. Triuridopsis H. Maas & Maas (2 spp.)
    3. Lacandonia E. Martínez & Ramos (2 spp.)
    4. Triuris Miers (4 spp.)

  3. Tribus Sciaphileae Hook. fil.
    1. Soridium Miers (1 sp.)
    2. Seychellaria Hemsl. (4 spp.)
    3. Sciaphila Blume (47 spp.)